# Rio Marina Bella (traghetto)
Il Rio Marina Bella è un traghetto appartenente alla compagnia di navigazione italiana Toremar.

## Caratteristiche
Il traghetto, costruito appositamente per effettuare traversate di breve durata, dispone esclusivamente di servizi essenziali come bar, area giochi per bambini, sala poltrone e solarium sul ponte esterno; è inoltre coperta dalla connessione Wi-Fi durante la traversata. La capacità di trasporto è pari a 896 passeggeri e 85 automobili al seguito.
La propulsione è affidata ad una coppia di motori Caterpillar da 8 cilindri in grado di erogare una potenza complessiva di 5.420 kW; la velocità di crociera è 15 nodi, mentre quella massima raggiungibile è pari a 18 nodi.

## Servizio
Varato il 1º ottobre 2004 nei cantieri navali Rodriquez di Messina con il nome di Lora D'Abundo e consegnato il 30 novembre successivo alla Medmar, prende servizio il 6 marzo nei collegamenti tra Napoli ed Ischia.
Nel 2007 viene impiegato per una traversata di prova tra Napoli e le Isole Eolie.
Nel gennaio del 2012, in seguito all'acquisizione della compagnia regionale Toremar da parte di Moby Lines, viene noleggiato a lungo termine alla compagnia toscana, giungendo a Portoferraio il 16 febbraio, dove esegue le prove di ormeggio. Terminate le prove di ormeggio, torna a Napoli. Secondo il progetto iniziale, il Lora D'Abundo avrebbe dovuto sostituire l'Oglasa, a sua volta trasferito alla Medmar. Tuttavia, il 20 aprile prende servizio nei collegamenti tra Piombino, Rio Marina e Pianosa in sostituzione del Planasia, da poco ceduto alla Baleària. L'avvicendamento dei due traghetti ha provocato numerosi malumori tra gli utenti della tratta prevalentemente a causa delle caratteristiche della nuova nave, che a differenza del Planasia non dispone della celata di prua (con conseguenti difficoltà nella fase di sbarco) ed ha dimensioni eccessive per il piccolo porto di Rio Marina. 
Il 18 giugno successivo viene trasferito ai Cantieri Benetti di Livorno per lavori al timone, durante i quali viene ribattezzato Rio Marina Bella. Dal 4 luglio torna regolarmente in servizio.

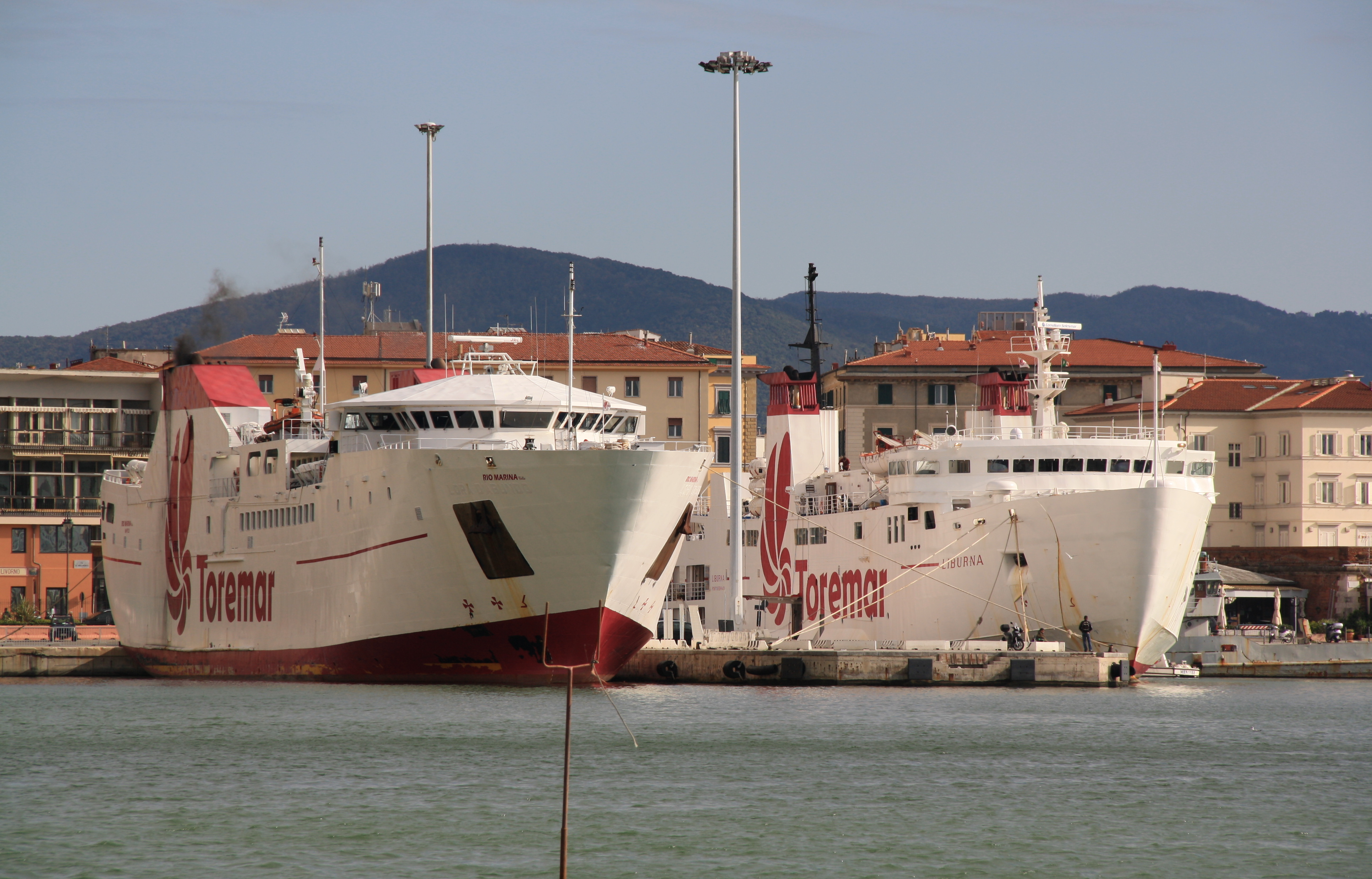
Rio Marina Bella e Liburna ormeggiati a Livorno nel 2012.

Da ottobre a novembre 2012 viene impiegato nei collegamenti tra Livorno, Gorgona e Capraia in sostituzione del Liburna.

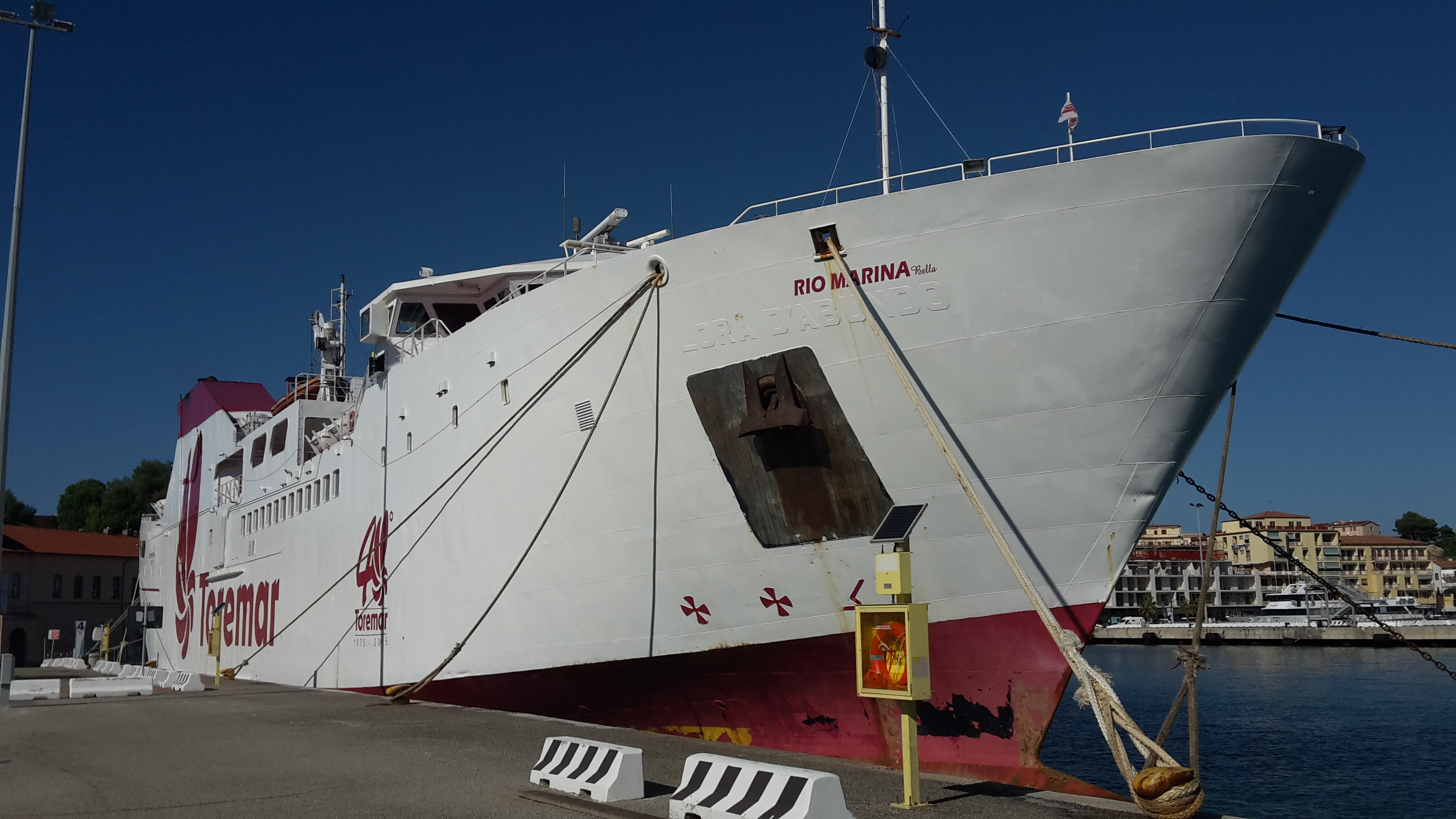
Il Rio Marina Bella ormeggiato a Portoferraio nel 2015.

Nel 2017 viene acquistato a titolo definitivo dalla Toremar.
Negli anni è stato impiegato sia sulla Piombino-Rio Marina-Pianosa che sulla Piombino-Portoferraio, saltuariamente per conto di Moby Lines.